# 熊本県道309号瀬川玉東線
熊本県道309号瀬川玉東線（くまもとけんどう309ごう せがわぎょくとうせん）は、熊本県玉名市から玉名郡玉東町に至る一般県道である。

## 概要
路線名は瀬川玉東線だが実際には玉名市上小田から始まる。
一部を除いて狭隘な区間が続く。

### 路線データ
- 起点：熊本県玉名市上小田（熊本県道16号玉名山鹿線交点）
- 終点：熊本県玉名郡玉東町大字稲佐（国道208号交点、熊本県道302号稲佐津留玉名線起点）

## 路線状況

### 重複区間
- 熊本県道302号稲佐津留玉名線（玉名市都留 - 玉名郡玉東町稲佐（終点））

## 地理

### 通過する自治体
- 玉名市
- 玉名郡玉東町

### 交差する道路
| 交差する道路                                       | 市町村名 | 市町村名 | 交差する場所 | 交差する場所 |
| -------------------------------------------------- | -------- | -------- | ------------ | ------------ |
| 熊本県道16号玉名山鹿線                             | 玉名市   | 玉名市   | 上小田       | 起点         |
| 熊本県道302号稲佐津留玉名線 重複区間起点           | 玉名市   | 玉名市   | 都留         |              |
| 国道208号 熊本県道302号稲佐津留玉名線 重複区間終点 | 玉名郡   | 玉東町   | 稲佐         | 終点         |

### 交差する鉄道
- 九州新幹線

### 沿線
- 江田船山古墳
- トンカラリン
- 白石大堰